# Wilhelm von Neitschütz
Wilhelm Adolf Alexander von Neitschütz (* 26. Dezember 1801 in Königsberg; † 6. Juni 1849 ebenda) war ein preußischer Jurist und Richter. Er war von Dezember 1848 bis Mai 1849 Mitglied der Frankfurter Nationalversammlung und ab 1849 Mitglied der ersten Kammer des Preußischen Landtags.

## Leben

### Herkunft
Wilhelm Neitschütz wurde als Sohn des aktiven Offiziers August von Neitschütz († 12. Oktober 1818) geboren. Die Familie von Neitschütz war ein altes, ursprünglich sächsisches Adelsgeschlecht, das später auch in Ostpreußen zu Besitz und Ansehen gelangte. Seine Mutter Wilhelmine war eine geborene von Langenau. Sie war die Stieftochter des preußischen Generalfeldmarschalls Wilhelm Magnus von Brünneck und die Schwägerin des preußischen Staatsmannes Theodor von Schön.

### Beruflicher Werdegang
Im März 1820 begann Neitschütz ein Studium der Rechtswissenschaften an der Albertina in Königsberg. Er konnte ein Abiturzeugnis mit besonders guten Noten vorlegen. Nach Beendigung des Studiums wurde Neitschütz in den preußischen Justizdienst übernommen, bis 1833 als Kreisjustizrat in Königsberg und ab 1833 bis 1835 als Richter. Er heiratete am 20. Mai 1833 Sylvia von Schön, ihrer Familie gehörte das Gut Adlig Friedrichsgraben unweit des Familienbesitzes der Neitschütz dem Gut Wernershof. Bereits 1835 war Wilhelm von Neitschütz Land- und Stadtgerichtsdirektor in Tapiau. Am 9. Oktober 1844 wurde er nach Königsberg versetzt und übernahm dort das Amt eines Direktors des Inquisitoriats, vergleichbar einer heutigen Oberstaatsanwaltschaft.
Bei der Wahl zur Frankfurter Nationalversammlung wurde Neitschütz als Stellvertreter des Landrates Kurt von Bardeleben im Wahlbezirk 17 – er umfasste die Landkreise Königsberg und Fischhausen – nominiert und am 10. Mai 1848 von den Wahlmännern bestätigt. Nach dem Ausscheiden des Abgeordneten Bardeleben im November 1848 erhielt er am 24. November 1848 eine Aufforderung des Oberpräsidenten in Königsberg unverzüglich nach Frankfurt am Main zu reisen und dessen Nachfolge anzutreten. Neitschütz antwortet zwei Tage später, dass er erst am 29. November abreisen könne. Schon am 9. Dezember 1848 gehörte er zu den Abgeordneten in der Frankfurter Paulskirche, allerdings wurde er an diesem Tag als unentschuldigt fehlend bei einer Abstimmung bezeichnet. Erst zwei Tage später, am 11. Dezember 1848, verkündete der amtierende Präsident der Nationalversammlung, dass Wilhelm von Neitschütz aus Königsberg für von Bardeleben aus Fischhausen neu in die Versammlung eingetreten wäre. Er selbst rechnete sich zur politischen Linken, blieb aber offiziell Fraktionsloser Abgeordneter.
In den Monaten Februar bis April des Jahres 1849 fehlte Neitschütz bei Abstimmungen in der Nationalversammlung, entschuldigt und auch unentschuldigt, sehr häufig. Bei der Wahl des Kaisers am 28. März 1849 war er aber anwesend und gab in der namentlichen Abstimmung seine Stimme dem König von Preußen, Friedrich Wilhelm IV. Mit dem ostpreußischen Abgeordneten Ernst Friedrich Fabian von Saucken-Tarputschen reiste er später nach Berlin, beiden wurde ein Mandat in der ersten Kammer des preußischen Landtages übertragen. Er kehrte nicht mehr nach Frankfurt zurück. Schon zu Beginn des Jahres 1849 klagte er in einem Brief an seinen Bruder über Magenprobleme, in Berlin stellten die Ärzte zudem ein Leberleiden fest. Er starb am 6. Juni 1849 in Königsberg, im Alter von 47 Jahren, an Typhus. Ein weiterer Weggefährte von ihm, Otto von Keudell, berichtete brieflich aus Ostpreußen: „Wir haben ihn in aller Stille zu Grabe geleitet“.

### Familie
Er heiratete Sylvia von Schön. Das Paar hatte wenigstens eine Tochter:
- Marie Karoline Amelie Wilhelmine (* 27. April 1842; † 26. August 1891) ∞ Roland von Brünneck-Bellschwitz (* 3. März 1840; † 21. September 1918)